# Osínovskoye
Osínovskoye (del ruso: Оси́новское) es un selo del raión de Apsheronsk del krai de Krasnodar, en Rusia. Está situado en las vertientes septentrionales del Cáucaso Occidental, cerca de la orilla izquierda del río Pshish, afluente del Kubán, 20 km al noroeste de Apsheronsk y 67 km al sureste de Krasnodar, la capital del krai. No tenía población en 2010
Pertenece al municipio Tvérskoye.